# Anuradha TK
Pour les articles homonymes, voir TK.
Anuradha TK, née en 1961, est une scientifique indienne, directrice de projet de l'Organisation indienne pour la recherche spatiale (ISRO), spécialisée dans les satellites de communication.
Elle a travaillé sur les lancements des satellites GSAT-12 et GSAT-10. Elle est la scientifique la plus expérimentée de l'ISRO, ayant rejoint l'agence spatiale en 1982,, et aussi la première femme à devenir directrice de projet de satellite à l'ISRO.

## Biographie

### Jeunesse et formation
Anuradha TK est née à Bangalore, dans l'État de Mysore (aujourd'hui Karnataka). Elle est diplômée d'un baccalauréat en électronique de l'université Visvesvaraya College of Engineering de Bangalore. Contrairement à beaucoup de ses camarades de classe, elle choisit de rester en Inde pour y poursuivre sa carrière.

### Carrière
Anuradha TK est une scientifique émérite travaillant en tant que directeur SATCOM, qui était auparavant directrice du programme indien Geosat au Centre satellitaire de l'ISRO. Elle travaille dans le domaine des satellites géo-synchrones, qui sont cruciaux pour les télécommunications et les liaisons de données. Elle est une figure de proue de plusieurs programmes spatiaux indiens,.
Le rôle d'Anuradha TK est déterminant dans le développement et le lancement du satellite de communication ISRO GSAT-12 dans l'espace depuis le centre spatial Satish-Dhawan le 15 juillet 2011,,. Elle supervise et dirige le groupe technique de vingt ingénieurs. En tant que membre d'une équipe de recherche entièrement féminine, avec Pramoda Hedge et Anuradha Prakash, elle a manœuvré le GSAT-12 dans son orbite finale depuis le Master Control Facility (MCF) de l'ISRO à Hassan,.
Après avoir travaillé avec le GSAT-12, Anuradha TK dirige le lancement du satellite de communication GSAT-10 beaucoup plus grand en septembre 2012,.
En tant que directrice du projet, elle supervise également le lancement des satellites de communication GSAT-9, GSAT-17 et GSAT-18. Elle a également été cheffe de projet, directrice adjointe de projet et directrice associée de projet pour les programmes de télédétection Indian Regional Navigation Satellite System,. Sa spécialité est les systèmes de contrôle par satellite qui observent les performances d'un satellite une fois qu'il est dans l'espace.

## Récompenses
- 2003 Médaille d'or de l'espace par l'Astronautical Society of India pour les services dans le domaine des sciences spatiales.
- Prix Suman Sharma 2011 du National Design and Research Forum (NDRF) de l'IEI.
- 2012 ASI-ISRO Merit Award pour la réalisation d'un vaisseau spatial de communication autochtone.
- 2012 ISRO Team Award 2012 pour avoir été chef d'équipe pour la réalisation de GSAT-12[7].